# Comitatul Namur
Comitatul Namur (franceză Comté de Namur) a fost un comitat medieval situat pe teritoriul actual al Belgiei, vasal al Sfântului Imperiu Roman. Era situat între Episcopatul Liège, Ducatul Brabant și Comitatul Hainaut.

## Istoric
Teritoriul comitatului își are origninea în teritoriul Lommegau ce aparținea contelui Bérenger. Acesta este primul conte consemnat de Namur, la sfârșitul secolului al X-lea. Descendenții acestuia au moștenit teritoriul până în 1190, când contele Henric I, rămas fără urmași, a cedat comitatul nepotului său Balduin al V-lea de Hainaut, devenit Balduin I de Namur. Succesorul acestuia, Filip I, a cedat comitatul către nepotul său Filip al II-lea de Courtenay, iar comitatul va rămâne în posesia descendenților acestuia până în 1256, când Henric al V-lea de Luxemburg intră în posesia lui. Contele titular, Balduin al II-lea, totodată și împărat al Imperiului Latin de Constantinopol, îi vinde titlul lui Guy de Dampierre, iar acesta din urmă încearcă sa recucerească comitatul. În 1264 Henric și Guy ajung la un compromis, prin care acesta din urmă se căsătorește cu fiica lui Henric, Isabela de Luxemburg. Fiul acestora, Ioan I devine conte de Namur în 1297.
Familia de Dampierre rămâne la cârma comitatului până în 1429, când contele Ioan al III-lea îl vinde ducelui Filip al III-lea de Burgundia. Astfel, comitatul este integrat Țărilor de Jos Burgunde. Acestea intră în posesia casei de Habsburg, întâi a ramurii spaniole, apoi a celei austriece. Comitatul își încetează existența în timpul războaielor revoluționare, când este desființat și transformat în departamente ale Republicii Franceze.